# Royaume de León
Pour les articles homonymes, voir León.
 (avril 2025).
910–1230
1296–1833
Entités précédentes :
- Royaume des Asturies
- Royaume de Galice
- Almoravides (en partie, 1147)

Entités suivantes :
- Califat de Cordoue (en partie, 961)
- Royaume de Castille (1037)
- Royaume de Portugal (1139)
- Empire almohade (en partie, 1157)
- Province d'Estrémadure (es) (1590)
- Province de Valladolid (1590)
- Province d'Oviedo
- Province de León

Le royaume de León (en espagnol : Reino de León, en léonais : Reinu de Llión), une des 15 grandes anciennes divisions de l'Espagne et du Portugal[pas clair], fut un des royaumes médiévaux de la péninsule Ibérique, successeur du royaume des Asturies, qui eut un rôle dans la Reconquista et la formation des royaumes chrétiens successifs de l'Occident péninsulaire.

## Légende fondatrice
Les chroniques mozarabes disent que, dans les Asturies, en bordure du golfe de Biscaye, un groupe de Wisigoths d'extraction noble, avait, au lendemain de la conquête arabe, choisi un roi en la personne de Pélage dit le Conquérant (718 – 739). À la tête d'une troupe de montagnards, Pélage défit même, probablement en 722, une armée musulmane à Covadonga, victoire qui fut saluée ultérieurement comme le début de la reconquête de l'Espagne (la « Reconquista »). Alphonse Ier le Catholique (739 – 757), après le court règne de Favila, ajouta la Galice aux possessions des Asturies. Poussant vers le sud, ses successeurs atteignirent le León, et la découverte du tombeau présumé de saint Jacques sous Alphonse II (791 – 842) rehaussa le prestige de la monarchie asturienne, qui donna désormais à la Reconquête la tonalité d'une croisade.

## Histoire
Après la mort d'Alphonse III dit le Grand, le royaume des Asturies se divisa et fut réparti entre ses fils. García Ier reçut le León, Alava et la Castille, fondant de fait le royaume de León ; Ordoño II reçut la Galice et Fruela II, les Asturies. À la mort sans descendance de García Ier, en 914, Ordoño II s'installa à León où il fut proclamé roi, devenant ainsi roi de León et de Galice. La capitale du royaume fut transférée définitivement d'Oviedo à León. Fruela II reconnaissant la primauté du nouvel ensemble, le royaume de León fut créé, regroupant aussi le royaume des Asturies.
Ordoño II, qui était aussi un chef militaire, porta les expéditions militaires du Léon vers le sud à Séville, à Cordoue et Guadalajara, dans le cœur de l'aire musulmane.
Avec la formation du nouveau royaume sera continuée la reconquête contre les musulmans et même contre des royaumes chrétiens comme celui de Navarre.
Le royaume de León se développa vers le Duero et la sierra de Guadarrama jusqu'à l'actuelle Estrémadure, mais la faiblesse de la population fit de ce territoire une terre sans maître. Le royaume de León eut des réussites comme la dotation de privilèges par Alphonse V, la création d'un art léonais et un grand développement du système administratif.
Au XIe siècle, Sanche III de Navarre prend le titre de comte de Castille, et donc vassal du roi de León. Ce titre de comte passe comme héritage à son fils Ferdinand, marié à Sancha, sœur de Bermude. Quand Ferdinand dut prêter allégeance à Bermude III roi de León, il refusa et provoqua une guerre contre la coalition Castille/Navarre, guerre durant laquelle mourut le souverain. N'ayant pas de descendance, c'est Ferdinand, son beau-frère qui s'appropria la couronne léonaise, outrepassant ainsi les droits de sa femme. L’opposition léonaise fut forte, ne voulant pas voir devenir roi un Castillan, qui avait de plus tué leur roi.

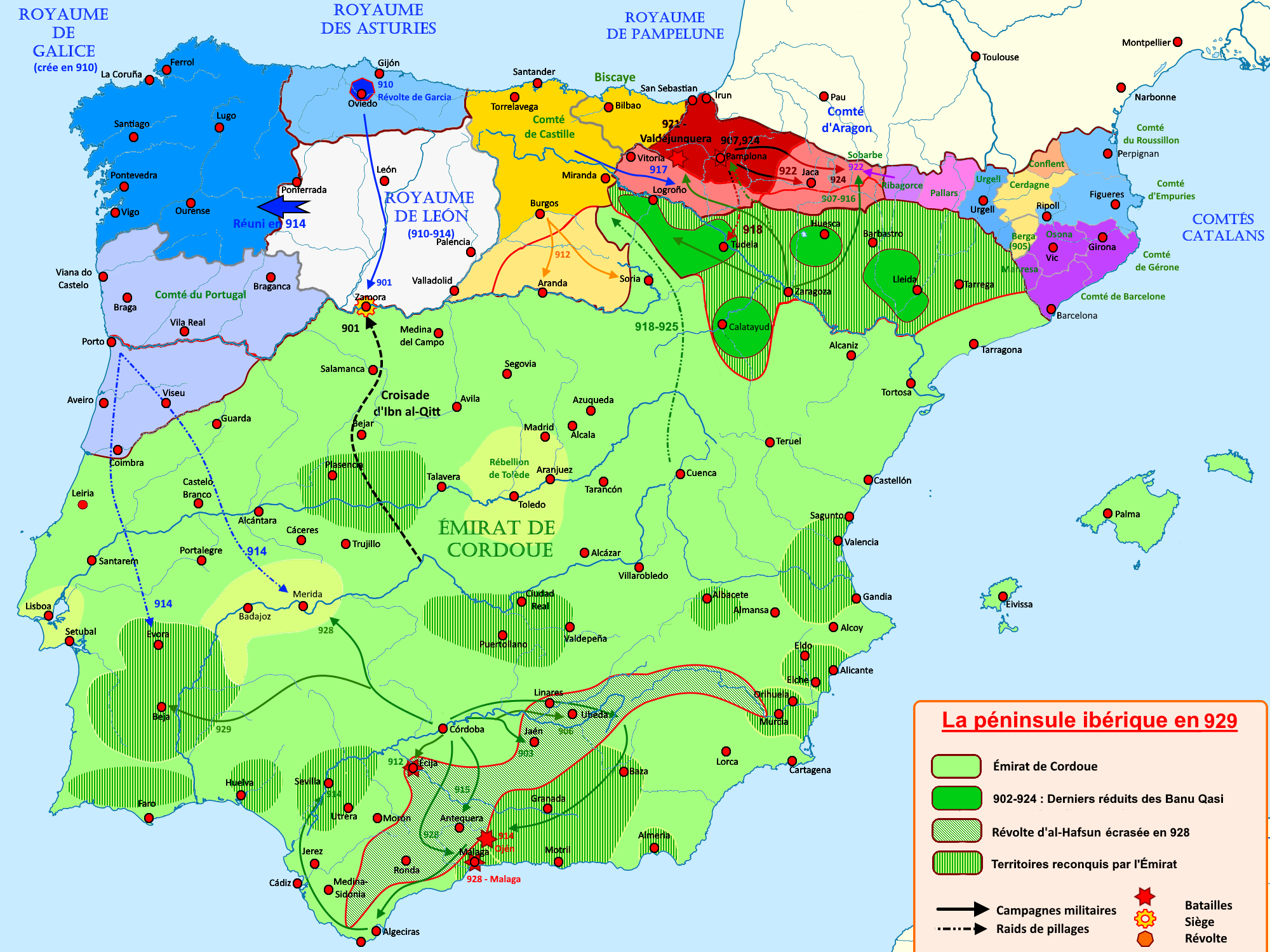
Le royaume de León (en blanc) à sa fondation en 910.
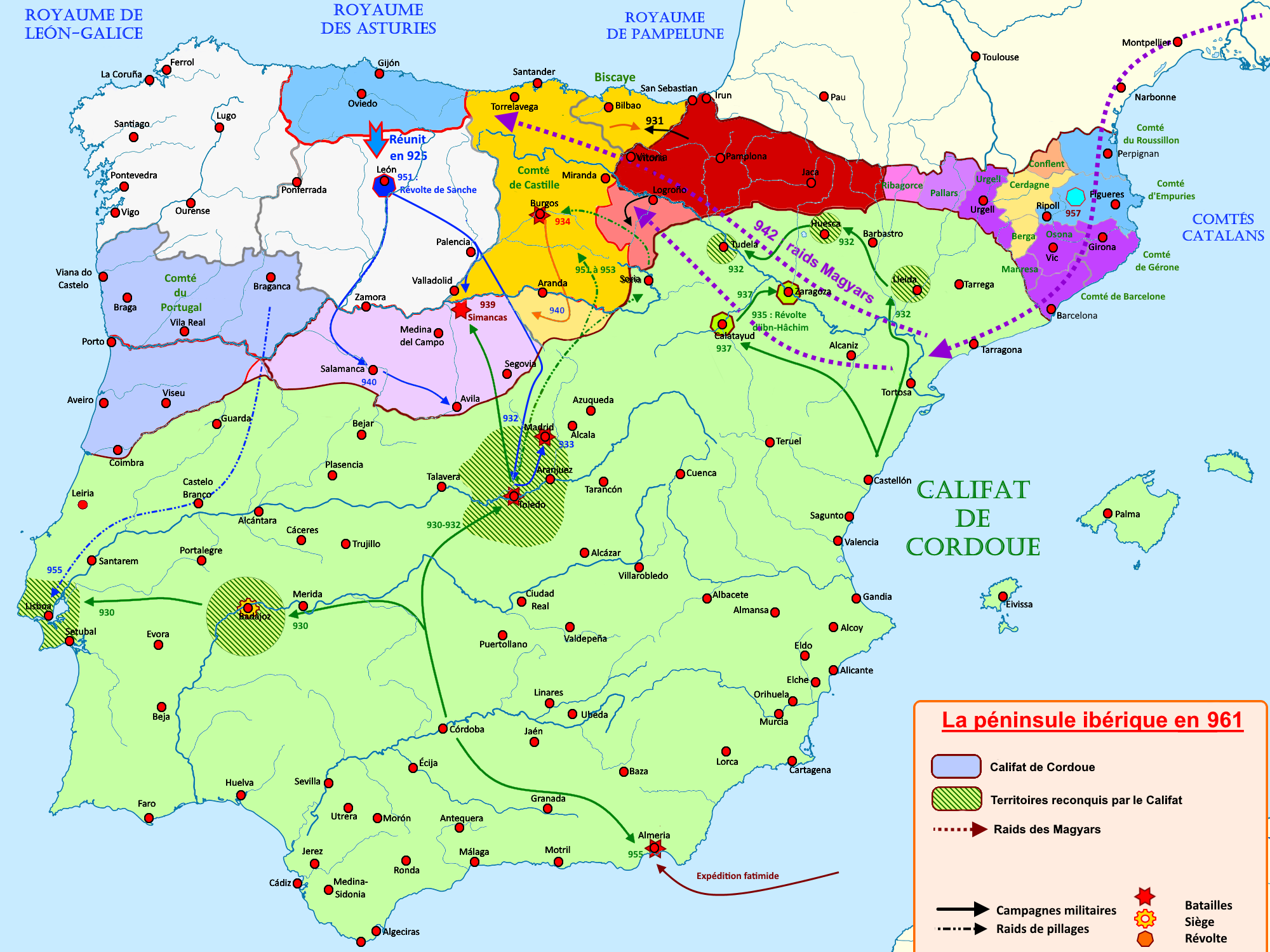
Le royaume de León-Galice (en blanc) de 929 à 961.
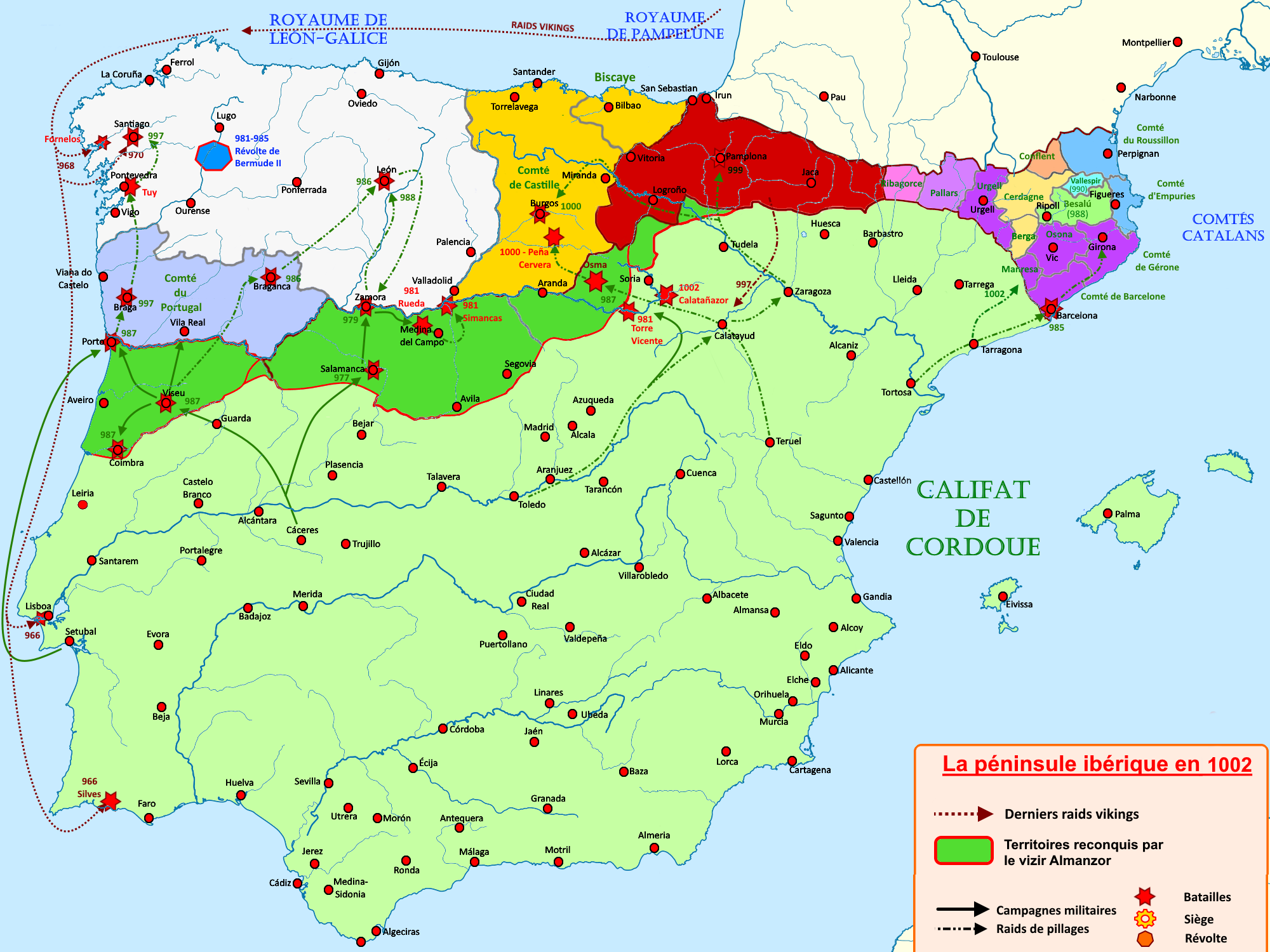
Le royaume de Galice et León (en blanc) face à Almanzor de 961 à 1002.
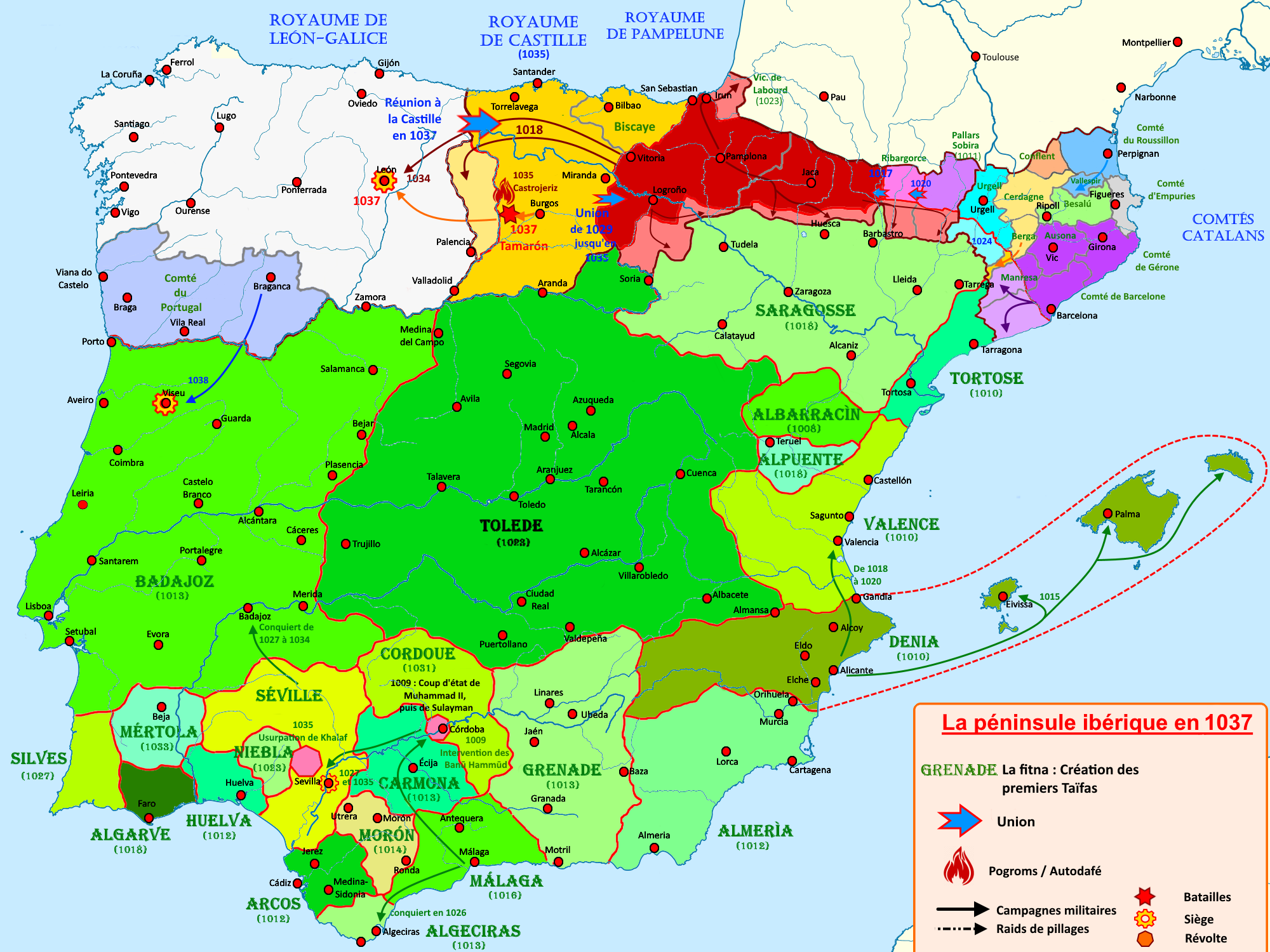
L'unification du royaume (en blanc) en 1035.
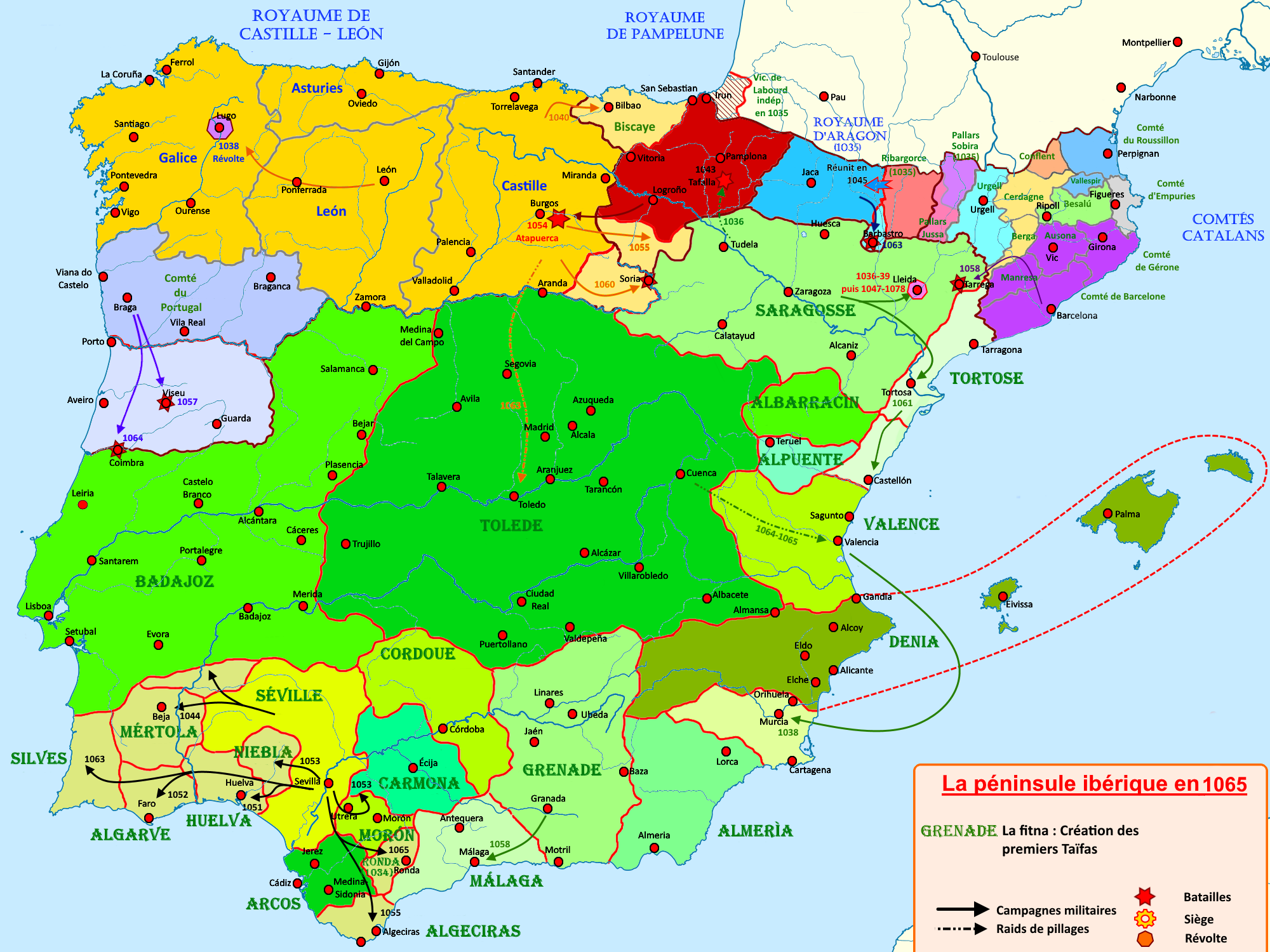
Le règne de Ferdinand Ier (en jaune) de 1035 à 1065.
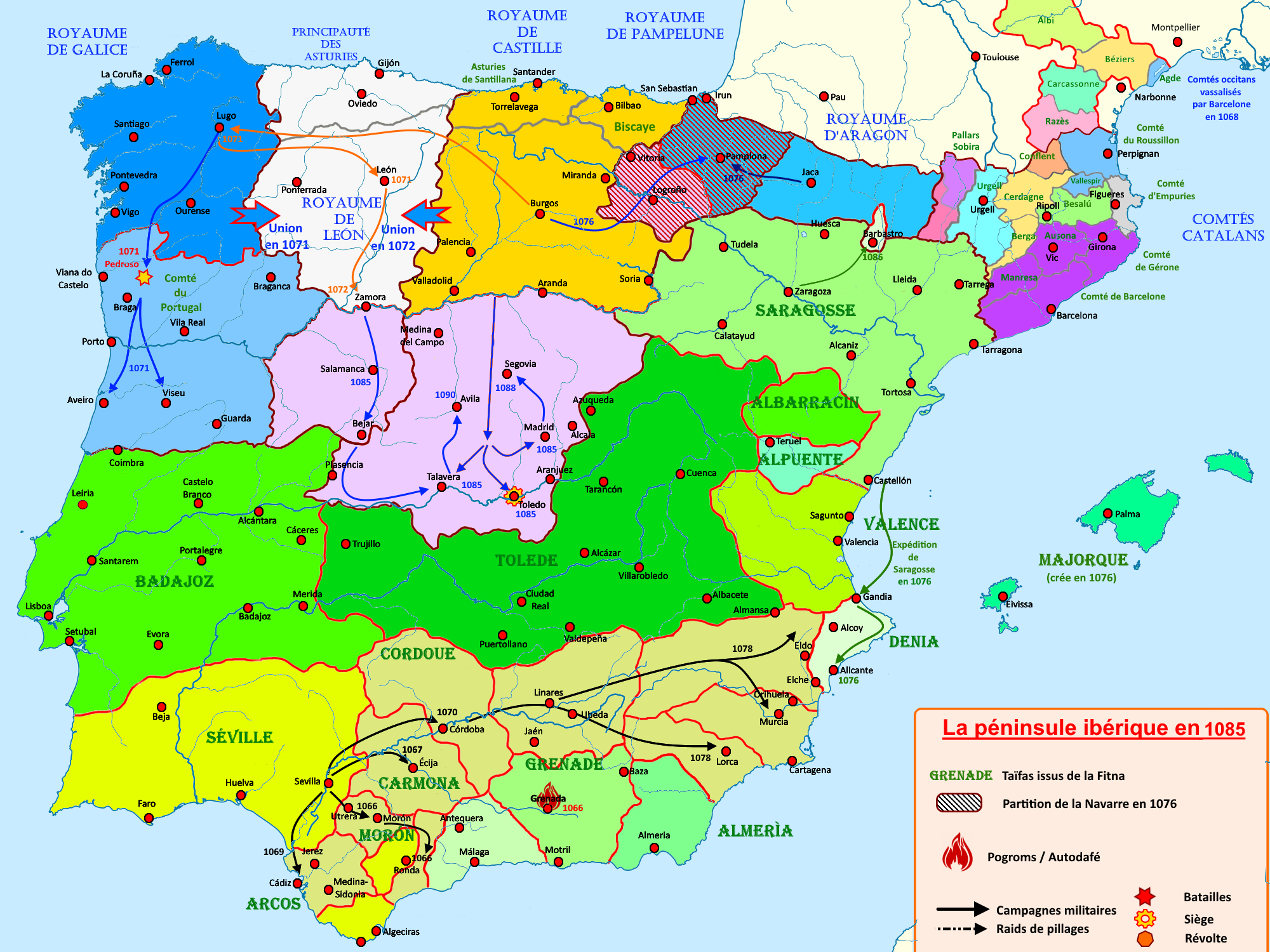
La fin du royaume en 1076.

À la mort de Ferdinand Ier, son testament suivit la tradition navarraise du partage du royaume entre les différents héritiers. L'aîné, Sanche, hérita du comté de Castille et, par droit d'aînesse, ce comté devint un royaume : le royaume de Castille. Le second fils, Alphonse, reçut le territoire apporté par sa mère, le León. Le troisième, García, reçut le royaume de Galice. Sa fille quant à elle reçut la ville de Zamora. Sanche II de Castille, mécontent de la répartition des territoires, s'allia avec son frère Alphonse pour guerroyer contre Garcia. Ils conquirent le royaume de Galice, puis Sanche se retourna contre Alphonse et occupa le León. Le gros de l'armée léonaise se réfugia à Zamora, encerclée par Sanche. Ce sera le siège de Zamora où le roi castillan fut tué par le noble galicien Bellido Dolfos. De cette manière, Alphonse VI récupéra tout le territoire, gouvernant comme roi de León et de Galice.
Durant le règne d’Alphonse VI, le pouvoir du monarque léonais se consolida sur la Castille, d'autant plus qu'il fut reconnu comme Empereur des royaumes hispaniques par le pape Grégoire VII. Ces mêmes royaumes reconnurent la supériorité du roi léonais, faisant apparaître ainsi l'Empire léonais.
À l'époque d’Alphonse VII l’Empereur, les rois de toute la péninsule Ibérique se déclarèrent ses vassaux. Mais petit à petit, l'idée impérialiste léonaise entra en déclin. Ainsi, après une période de splendeur impériale, l'unité se fissura et le titre d'empereur disparut. Après cette disparition, les États chrétiens péninsulaires consolidèrent leurs indépendances respectives. Le fils d’Alphonse VII, Ferdinand II hérita du royaume de León. Sous son règne, les luttes avec la Castille furent fréquentes et le Portugal prit son indépendance en 1139.
Son successeur, Alphonse IX (ou Alphonse VIII dans la chronologie léonaise)[Quoi ?], fut un des monarques les plus libéraux du royaume de León. Sous son règne furent convoquées les Cortes léonaises de 1188, premiers parlements européens dans lesquels participe le troisième état (la bourgeoisie des villes). Dans ceux-ci, furent reconnus l'inviolabilité du domicile, du courrier, la nécessité pour le roi de convoquer le Parlement pour déclarer la guerre ou faire la paix, et, furent garantis de nombreux droits individuels et collectifs. Dans les Cortes de Benavente (1200) furent fixés les principes et droits économiques du royaume de León et de ses habitants.
Alphonse VIII de León créa un Institut général qui au temps d'Alphonse X devint l’actuelle université de Salamanque. 
Vers l'an 1230, le León fut définitivement uni avec la Castille.

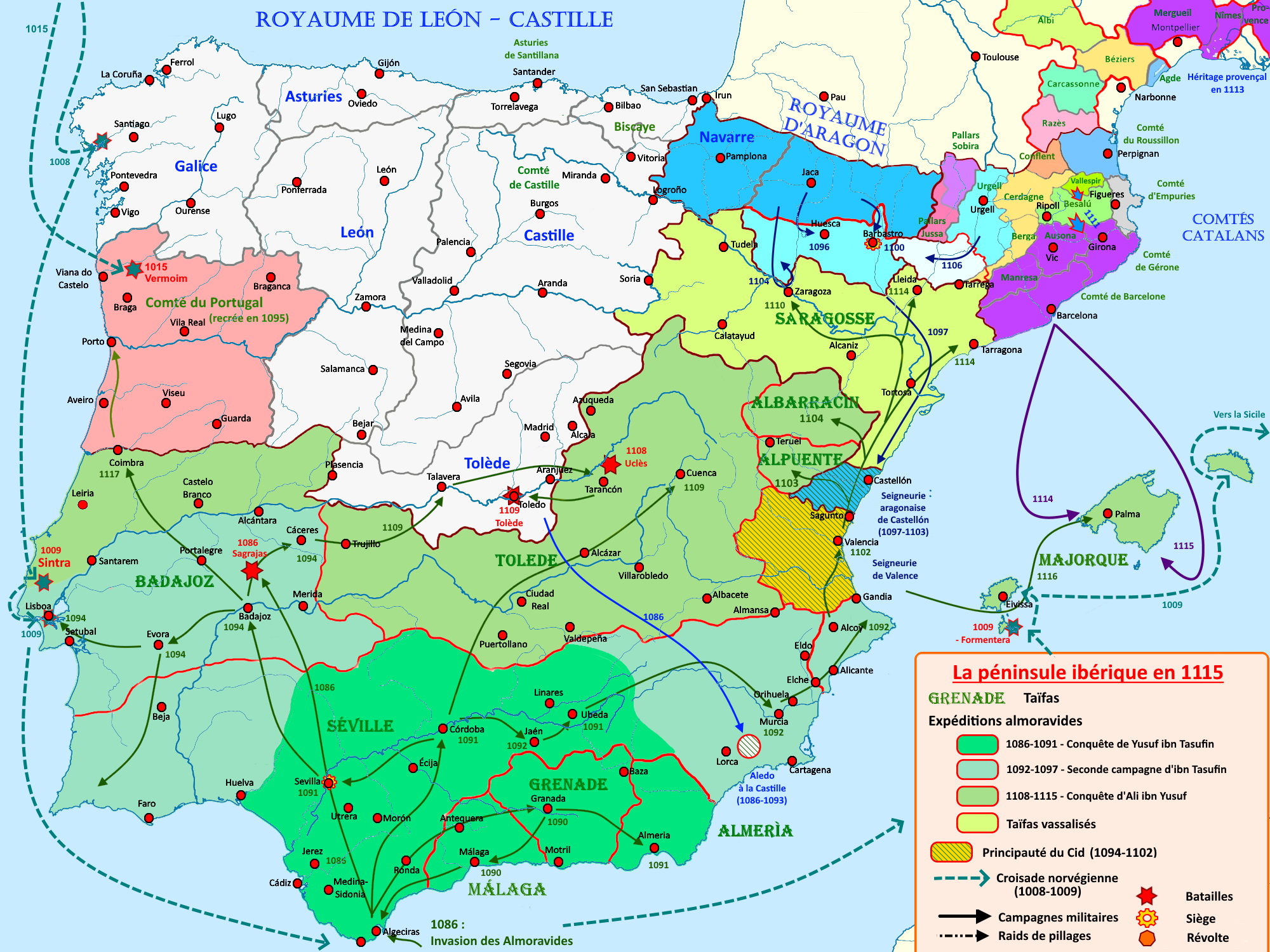
Le royaume de León-Castille (en blanc) de 1085 à 1115.
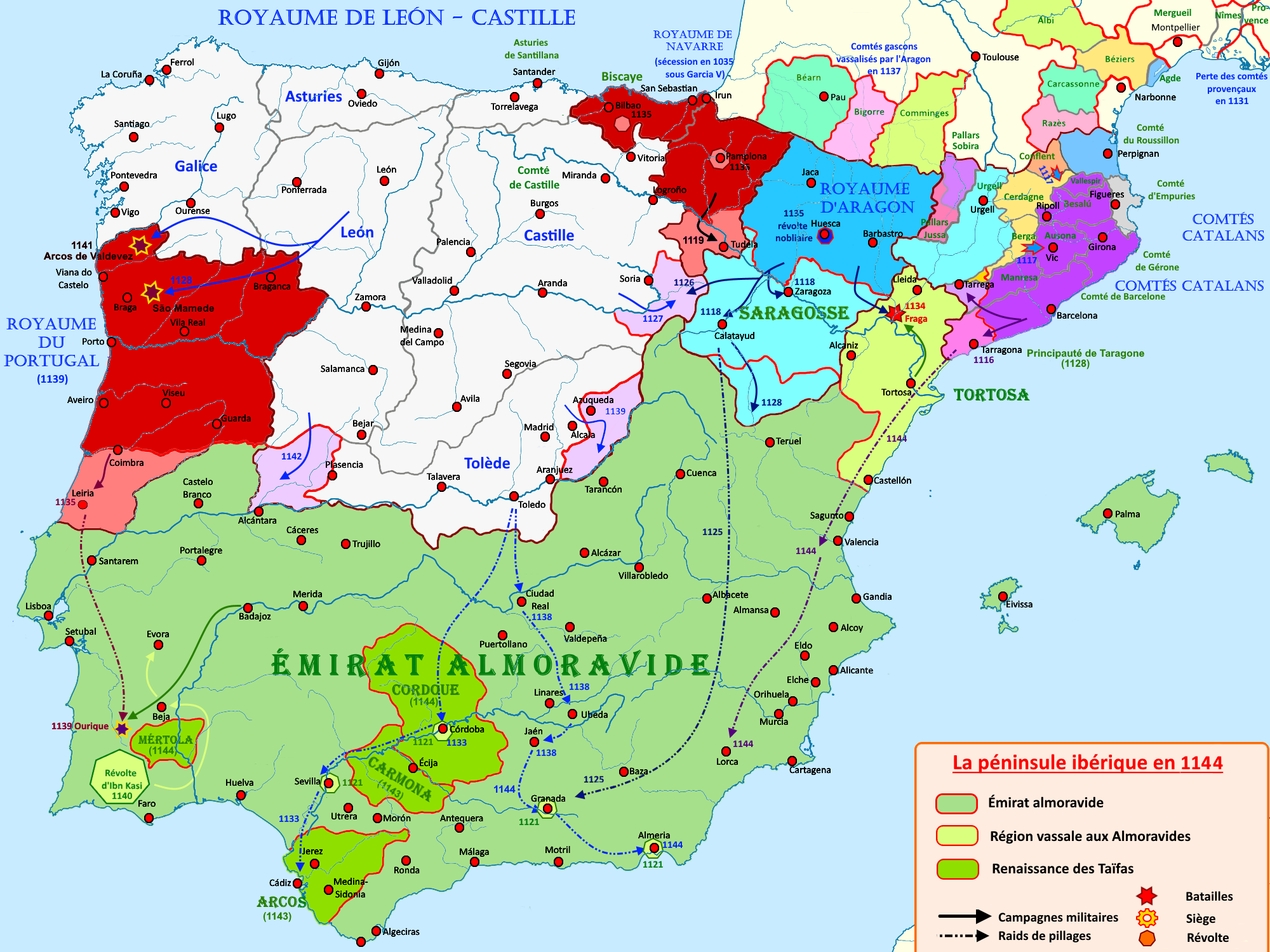
Le royaume de León-Castille (en blanc) et la sécession du Portugal.
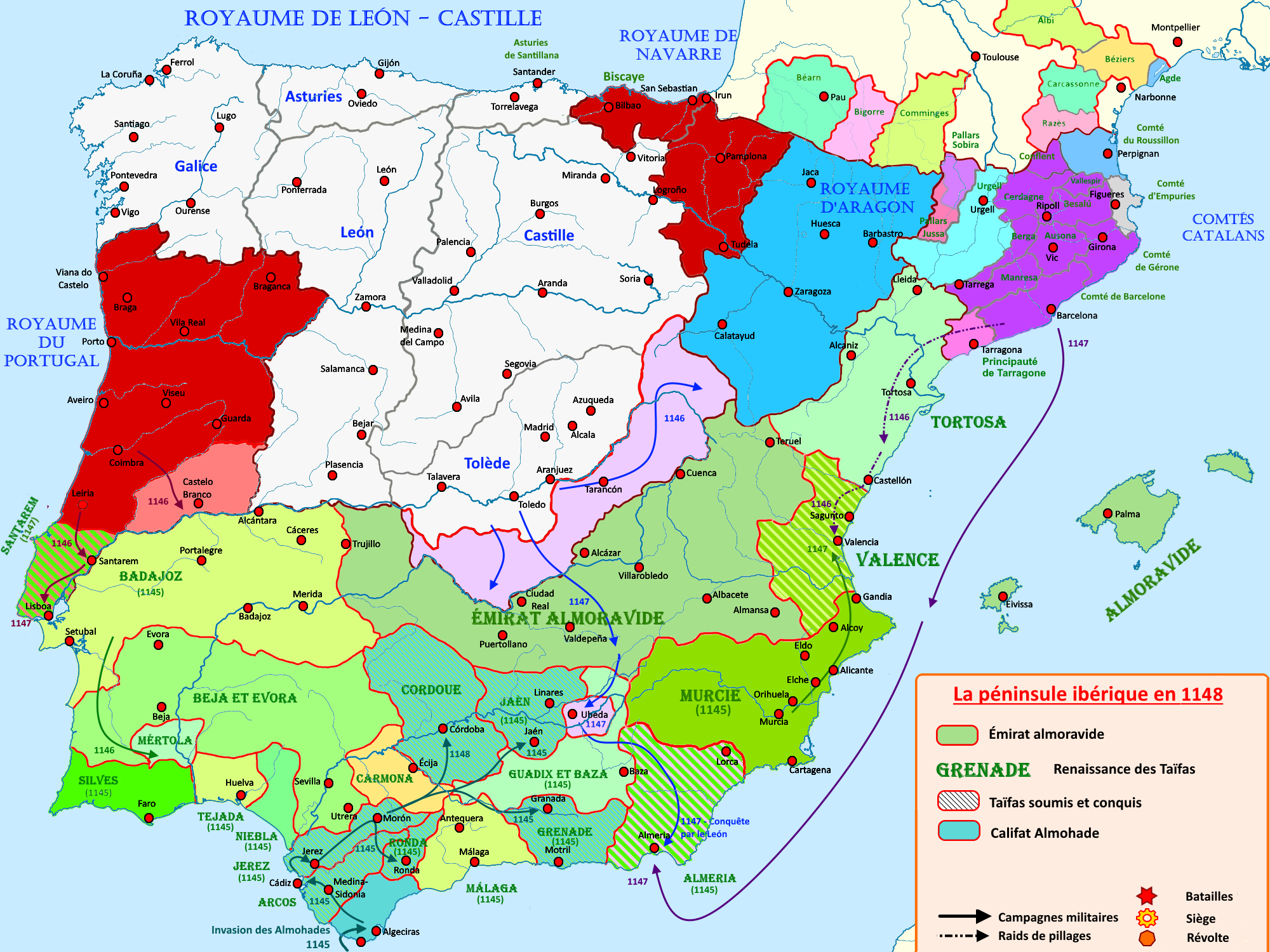
Le royaume de León (en blanc) de 1144 à 1148.
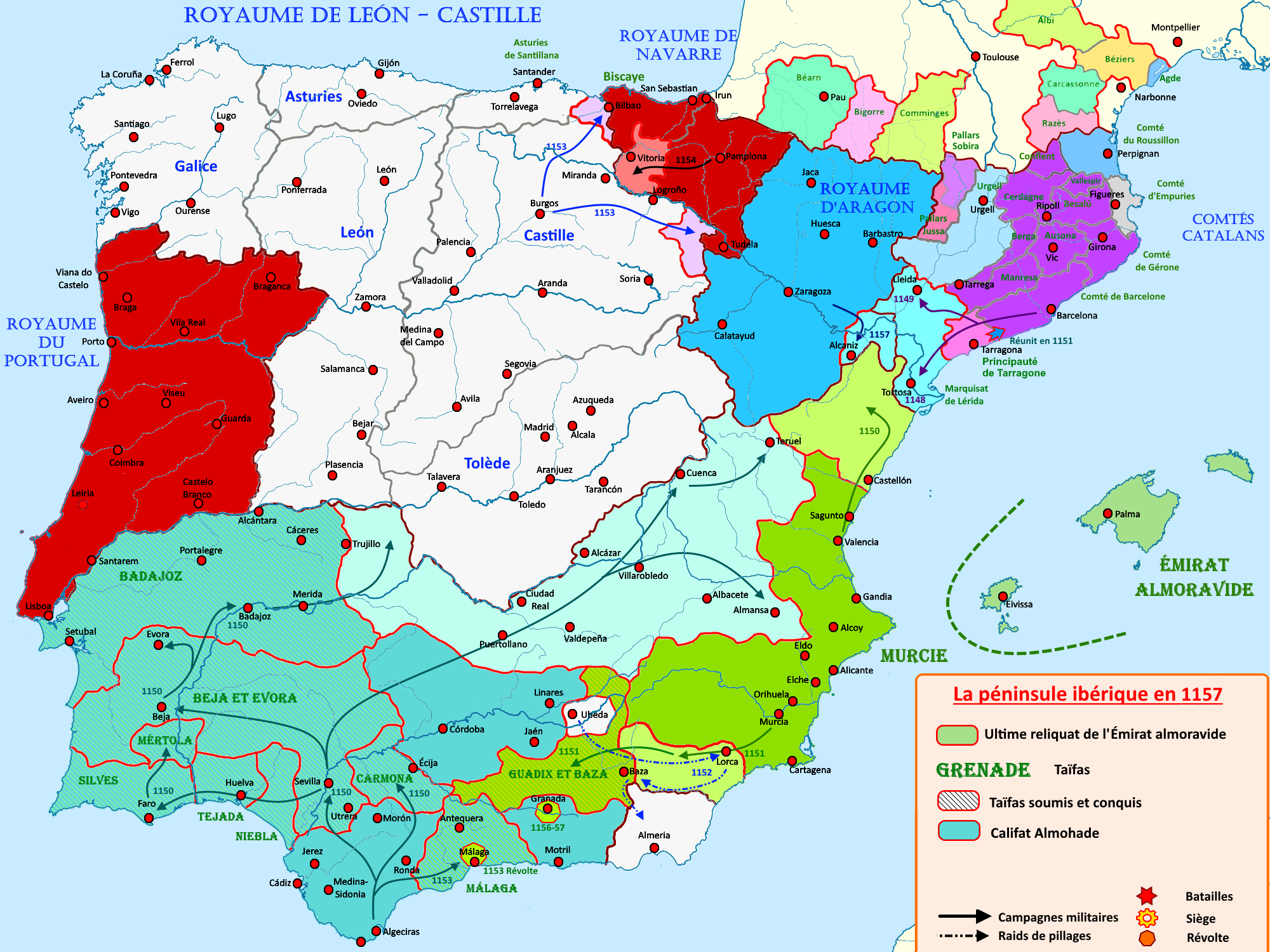
Le royaume de León (en blanc) à la veille de sa scission en 1157.

Avec Alphonse VIII de León, le royaume s'étend sur l'Estrémadure, atteignant une grande extension territoriale. La forte aversion du royaume de León pour la Castille fit que de forts liens existèrent avec les royaumes arabes et que, en certaines occasions, se formèrent des coalitions entre eux pour lutter contre les Castillans. C'est la raison pour laquelle le royaume de León ne participa pas à la bataille de Las Navas de Tolosa. Ainsi, le souverain léonais fut excommunié par le pape. À sa mort, le roi ordonna de maintenir l'indépendance de León, déclarant ses filles comme héritières et déclarant les ordres de chevalerie garants de celle-ci.
Ferdinand III ne respecta pas le testament de son père et acheta le royaume de León à ses sœurs. Il lui fallu plus de deux ans pour contrôler le territoire, vu l'opposition du peuple et de la noblesse, qui ferma les portes de la capitale au nouveau monarque. Pour cette raison, il n'exista pas d’union des royaumes de Castille et León puisqu'ils maintinrent des institutions séparées, des lois différentes et des systèmes économiques indépendants, partageant uniquement le même monarque.
Plus tard, Alphonse X obtint de nouveau l’indépendance du royaume de León en 1285. Mais le roi de Castille, Sanche, rompit le testament de son père et s’empara de la couronne léonaise. Quand mourut celui-ci, Don Juan, fils héritier d’Alphonse X, se couronna comme roi de León en 1296, gouvernant de fait le territoire, qui jouit de son indépendance jusqu’en 1301. Durant le XIVe siècle eurent lieu diverses tentatives d'indépendance du royaume de León, qui, de fait, l’obtint peu de temps sous Henry de Lancastre au milieu du XIVe siècle. Un autre Henri, Henri II de Trastamare le mettra en déroute, ce qui réunit le royaume de León et le royaume de Castille. Le royaume de León continuera d’exister comme entité théorique jusqu’au XIXe siècle et continuera d’avoir ses spécificités propres.
En 1833, une région de León est créée. En 1983, à la suite d'une réorganisation territoriale le territoire qui correspond aux actuelles provinces de León, Zamora et Salamanque est intégré dans la communauté autonome de Castille-et-León.

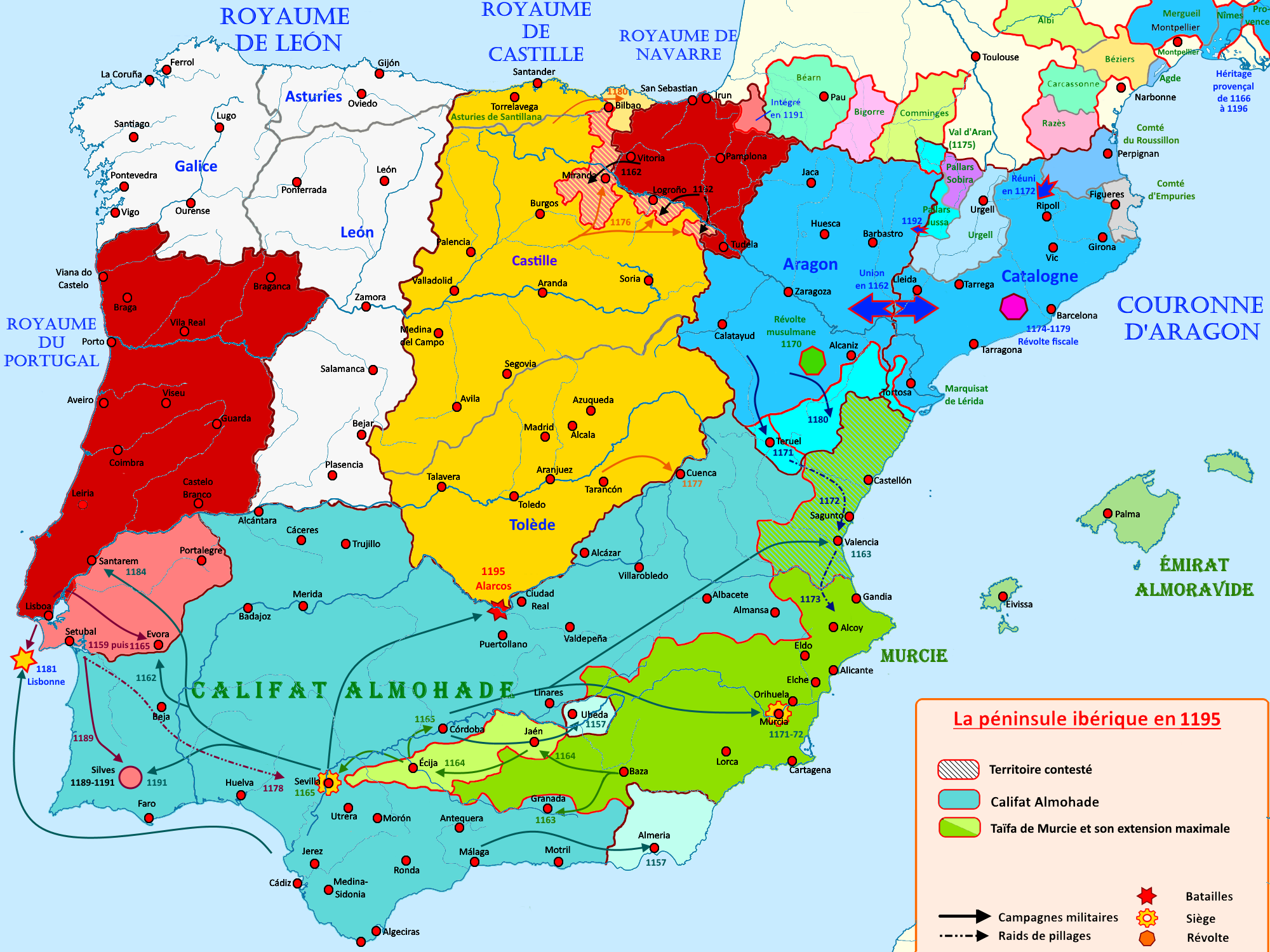
Le royaume de León (en blanc) en 1195.
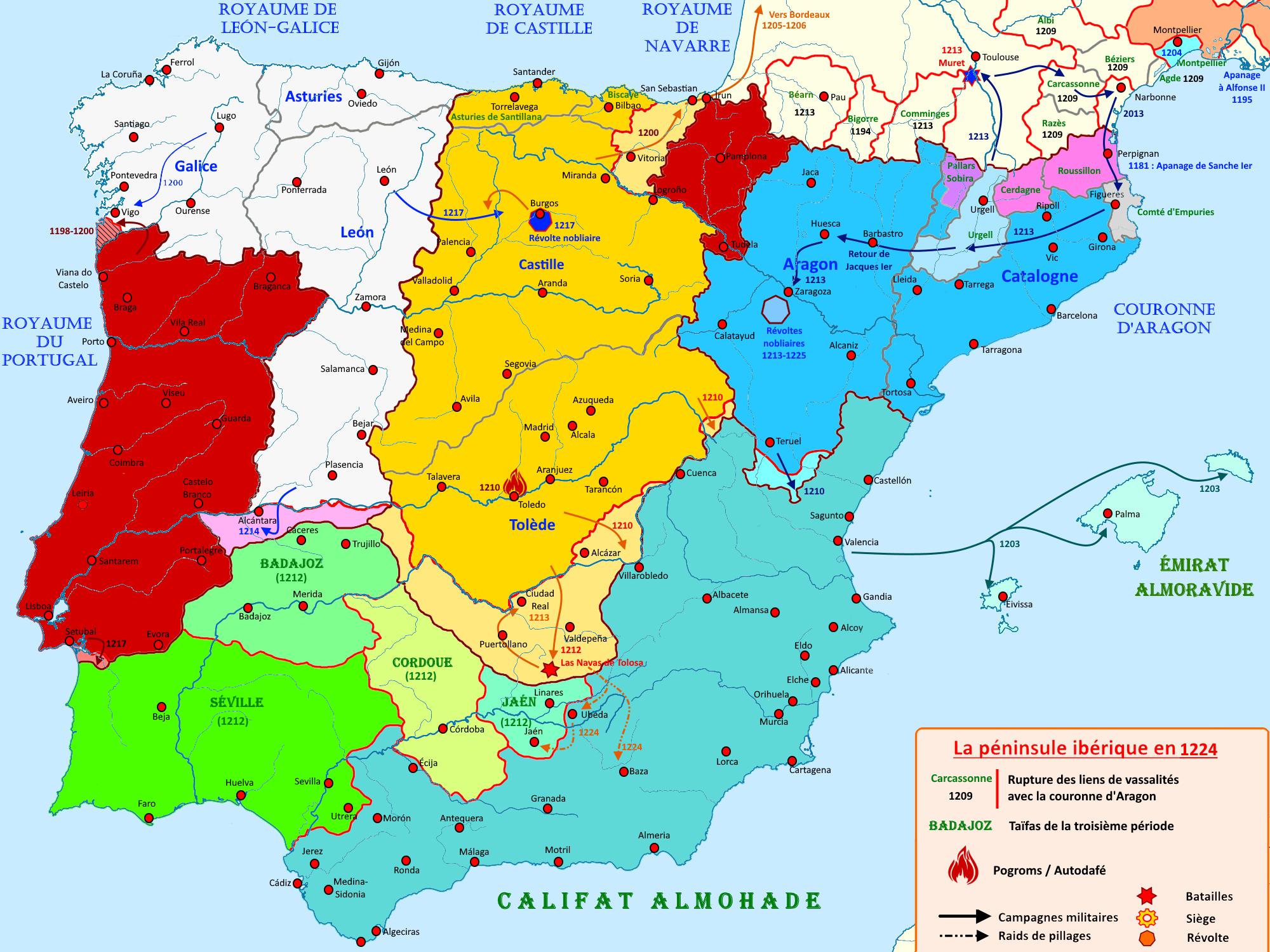
Le royaume de León (en blanc) en 1224.
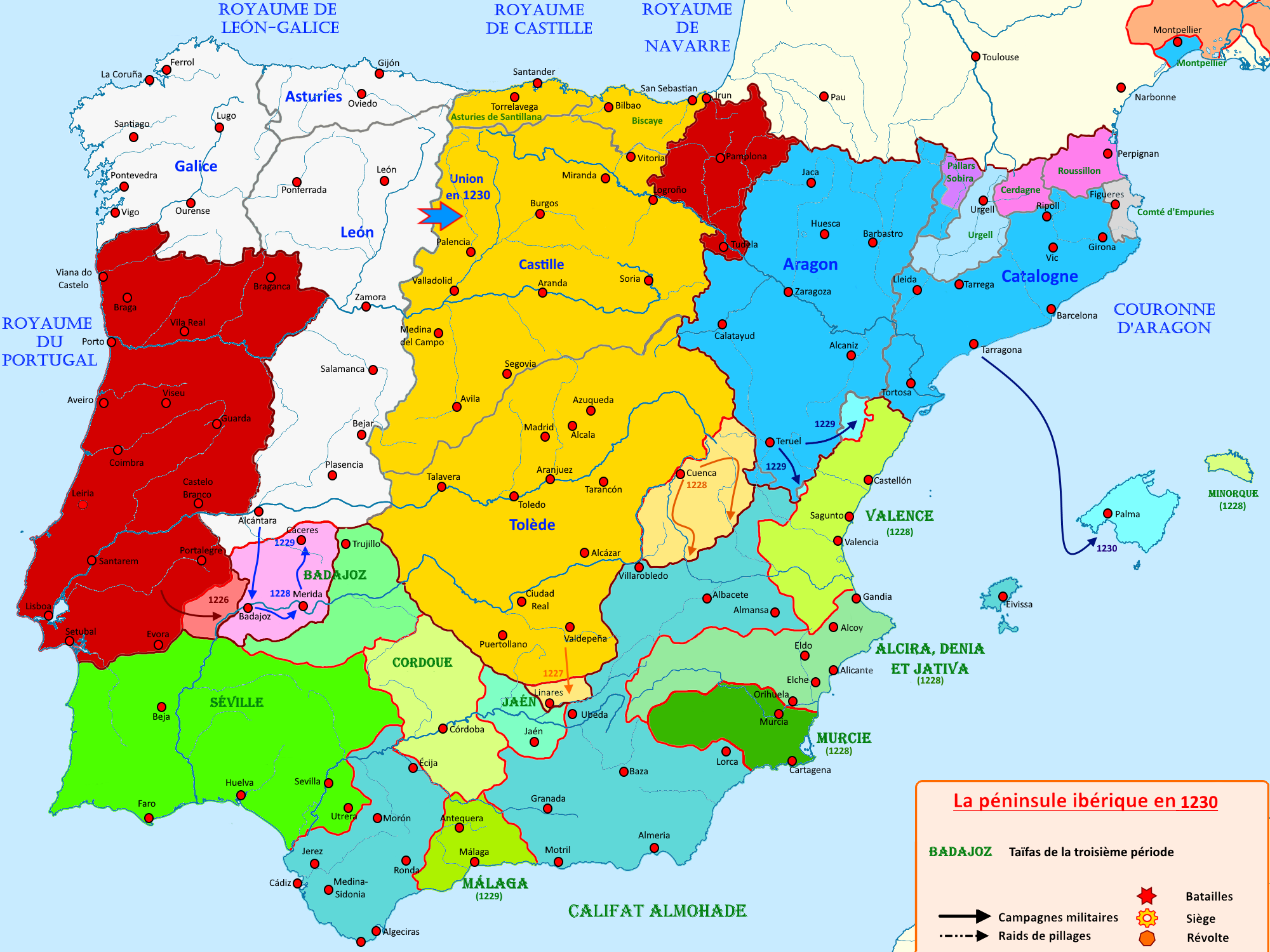
Le royaume de León (en blanc) à la veille de sa réunification en 1230.

## Évolution historique

La péninsule ibérique vers 1000 ; le León est en jaune.
Le León vers 1037.
La péninsule ibérique vers 1150 ; le León est en orange.
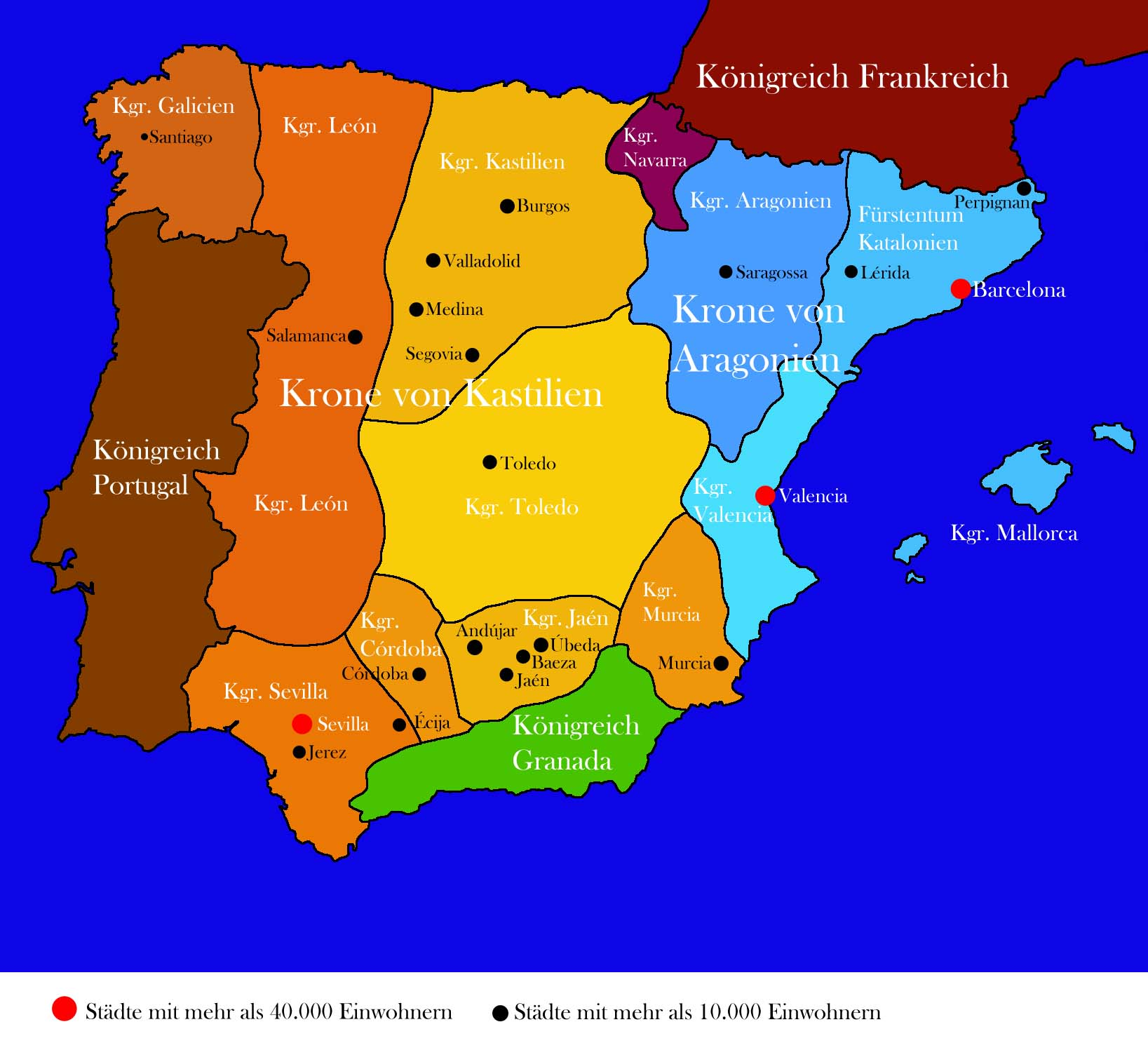
Le León au sein de la couronne de Castille en 1490.
Le León au sein de la couronne de Castille en 1492.
Le León en 1590.
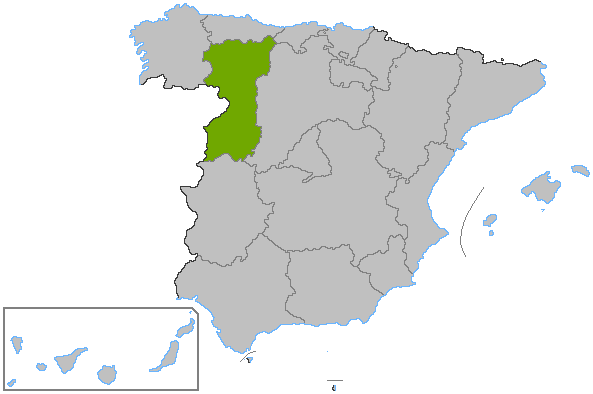
La province de León (1833-1983).